# Siya Kolisi
Siyamthanda „Siya“ Kolisi (* 16. Juni 1991 in Port Elizabeth) ist ein südafrikanischer Rugby-Union-Spieler und seit 2018 Kapitän der südafrikanischen Rugby-Union-Nationalmannschaft, mit der er 2019 und 2023 den Weltmeistertitel gewann.

## Jugend
Kolisi wuchs im Township Zwide bei Port Elizabeth auf. Seine Mutter Phakama war bei seiner Geburt 16 Jahre alt. Sein Vater Fezakele war Alkoholiker und schlug seine Mutter regelmäßig. Seine Großmutter Nolulamile übernahm die Erziehung nachdem seine Mutter verstarb, als er 15 war. Er verwickelte sich in den Drogenhandel und schnüffelte Benzin aus Langeweile, zu diesen Umständen sagt er in seiner Autobiographie, er hätte als Krimineller enden können, und von da an gebe es nur noch zwei Möglichkeiten: Gefängnis oder Tod – oder beides. Andrew Hayidakis, Trainer der Rugby-Mannschaft der Grey High School in Port Elizabeth, erkannte sein Potential bei einem Turnier in Mossel Bay und verhalf ihm zu einem Stipendium an dieser renommierten Schule, die ehemals nur weiße Schüler besuchen durften und die dem Rugby eine hohe Priorität einräumt. Da er bis dahin nur Xhosa gesprochen hatte, musste er zunächst Englisch lernen. Rugby spielte er zunächst sowohl in der Schulmannschaft als auch in einer lokalen Amateurmannschaft, dann in nationalen Jugendauswahlen.

## Spielerkarriere
Sein Club-Debüt gab er beim Team Western Province. Er spielt im Sturm auf der Position eines Flügelstürmers (Flanker). Im Super Rugby spielte er für die Stormers, im Currie Cup für die Western Province. Anfang 2023 unterschrieb er einen Vertrag beim französischen Club Racing 92 in Paris.
Kolisi kehrte 2024 zu den Sharks zurück. Sein Vertrag bei Racing 92 sollte 2026 auslaufen, aber der französische Verein stimmte zu, ihn nach nur einer Saison vorzeitig aufzulösen.
Sein Debüt in der südafrikanischen Nationalmannschaft gab er 2013 gegen Schottland. Bei der Weltmeisterschaft 2019 in Japan gewann die südafrikanische Nationalmannschaft mit Kolisi als ihrem ersten schwarzen Mannschaftskapitän mit 32:12 gegen England ihren dritten Weltmeistertitel, nachdem sie zuvor bereits die Rugby Championship 2019 gewinnen konnte. Bei der Weltmeisterschaft 2023 in Frankreich verteidigten die Springboks mit Kapitän Kolisi den Weltmeistertitel.

## Privatleben
Kolisi heiratete 2016 seine Partnerin Rachel Smith. Das Paar hat zwei Kinder, Nicholas Siyamthanda und Keziah. 2014 adoptierte Kolisi seine jüngeren Halbgeschwister Liyema und Liphelo, beides Kinder seiner verstorbener Mutter, nachdem diese mehrere Jahre in Waisenhäusern und Pflegefamilien in Port Elizabeth verbracht hatten.
Am 22. Oktober 2024 gaben Kolisi und seine Frau in einer gemeinsamen Erklärung auf Instagram ihre Entscheidung bekannt, ihre Ehe zu beenden. Sie erklärten, dass sie Freunde bleiben wollen, während ihre Kinder an erster Stelle stehen und sie gemeinsam an ihrer Stiftung arbeiten wollen.

## Philanthropie
2020 gründeten Kolisi und seine Frau die Kolisi Foundation, die das Ziel hat, Ungleichheit in Südafrika zu bekämpfen. Schwerpunkte sind Jugendförderung durch Sport und Erziehung, Bekämpfung von geschlechtsspezifischer Gewalt, sowie die Förderung der Ernährungssicherheit.
Ebenfalls 2020 wurde er zum globalen Fürsprecher (United Nations Global Advocate) der Spotlight Initiative ernannt, einer weltweiten Partnerschaft zwischen der Europäischen Union und den Vereinten Nationen die das Ziel hat, alle Formen der Gewalt gegen Frauen und Mädchen zu bekämpfen.

Kolisi nutzt seine Rolle als erster schwarzer Kapitän der Springboks, die in Südafrika als Symbol des Wandels vom Unrechtsregime zur Regenbogennation stehen, regelmäßig für Appelle, mit denen er das gemeinsame Handeln im Team zugunsten des Gemeinwohls betont und den gesellschaftlichen Wandel vorantreiben will. Bei der Siegesparade in Pretoria anlässlich des Gewinns der Weltmeisterschaft sagte er am 2. November 2023 in Anwesenheit von Präsident Cyril Ramaphosa und Teilen des Kabinetts:

“We are very diverse, just like you are outside there and we just wanted to show that diversity is our strength in South Africa. I encourage Mr President and the Cabinet, we need to use our diversity a bit more. I think it’s a powerful force that a lot of countries don’t have that we have.”

„Wir sind sehr vielfältig, genau wie Sie da draußen, und wir wollten nur zeigen, dass die Vielfalt unsere Stärke in Südafrika ist. Ich möchte den Präsidenten und das Kabinett ermutigen, dass wir unsere Vielfalt ein bisschen mehr nutzen. Ich denke, sie ist eine starke Kraft, die viele Länder nicht haben, wir aber schon.“

## Trivia
Wenn Kolisi, Lukhanyo Am und Makazole Mapimpi gemeinsam ein Spiel bei den Springboks bestreiten, dann beginnen sie diese Aufgabe mit einem Ritual: Sie singen zusammen in ihrer Muttersprache Xhosa ein traditionelles Gwijo-Lied.